# کومان
کومان (به لاتین: Küman) یک منطقه مسکونی در جمهوری آذربایجان است که در شهرستان لریک واقع شده است.

## جمعیت
کومان ۱۹۰ نفر جمعیت دارد.

## ریشه واژه
کو در زبان تالشی همان کوه است.